# Femeile refugiate

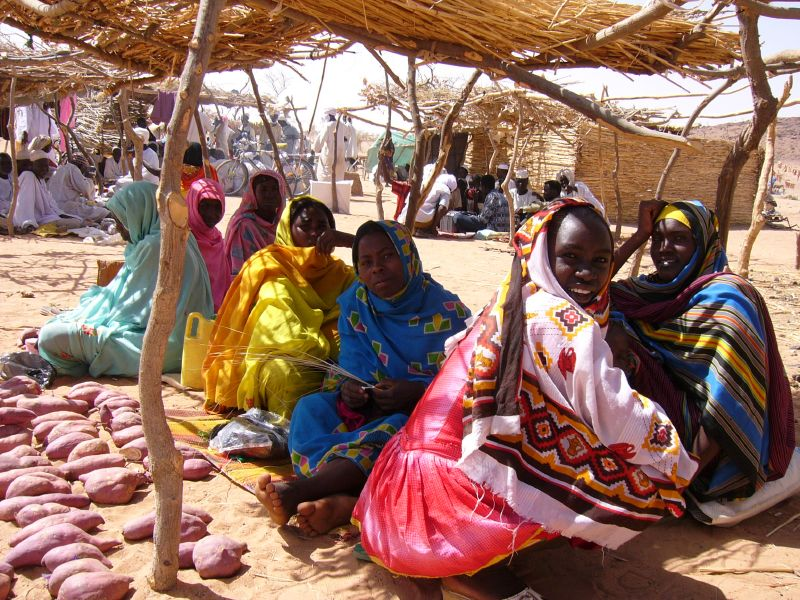
Femei refugiate în Ciad

Femeile refugiate se confruntă cu provocări specifice genului în viața de zi cu zi în fiecare etapă a experienței lor de migrație. Problemele comune pentru toate femeile refugiate, indiferent de alte date demografice, sunt accesul la asistență medicală și abuzul fizic, iar cazurile de discriminare, violență sexuală și trafic de persoane sunt cele mai frecvente. Dar chiar dacă femeile nu devin victime ale unor astfel de evenimente, ele se confruntă adesea cu situații abuzive și cu ignorarea nevoilor lor specifice, ceea ce determină consecințe complexe, inclusiv demoralizare, stigmatizare și deteriorarea sănătății mintale și fizice. Lipsa accesului la resurse adecvate din partea organizațiilor internaționale de ajutor umanitar este agravată de prejudecățile de gen predominante în întreaga lume, deși schimbările recente în integrarea perspectivei de gen vizează tocmai combaterea acestor realități.

## Sănătate

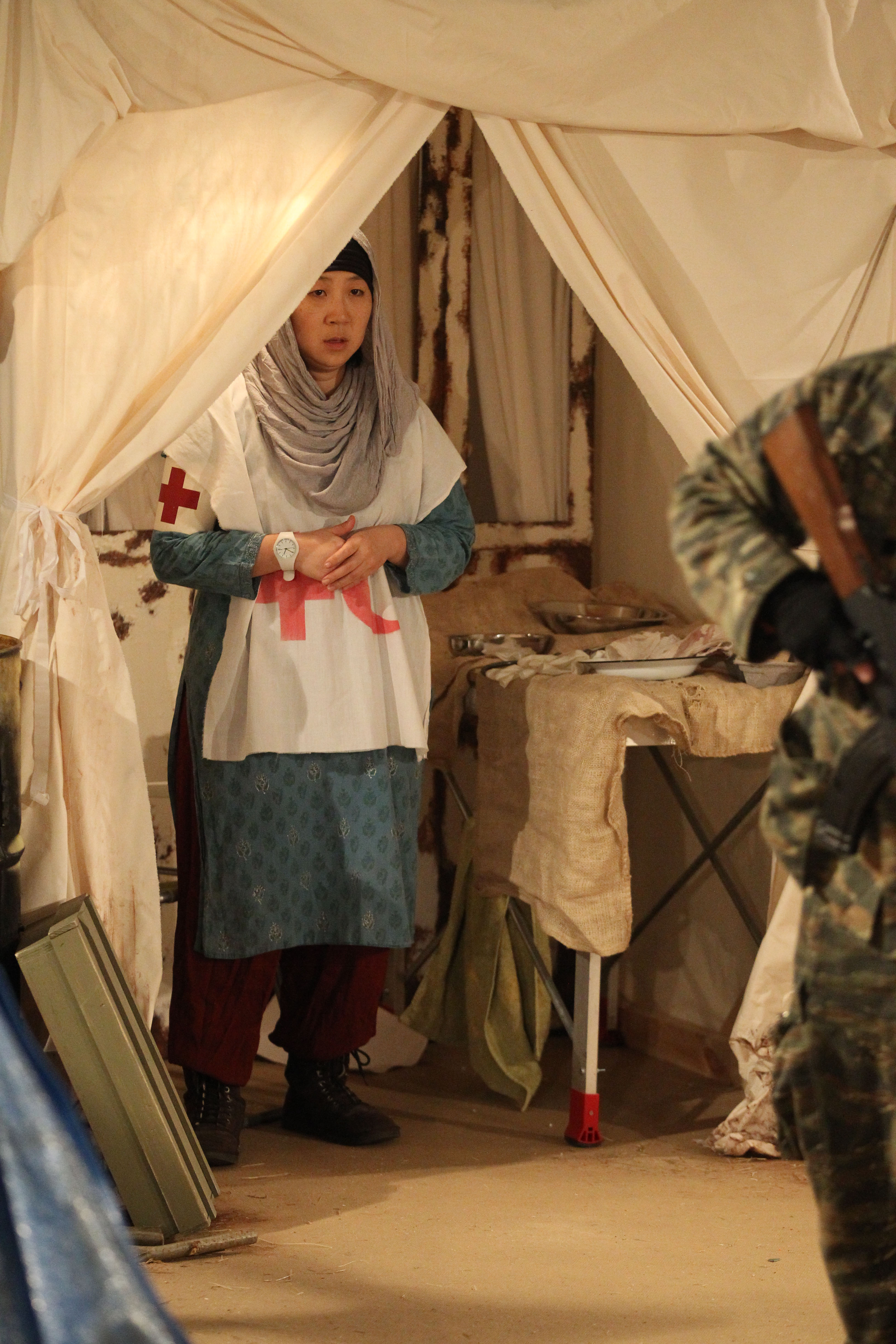
Clinică medicală într-o tabără de refugiați

Problemele de sănătate cu care se confruntă femeile refugiate variază de la deshidratare și diaree, la febră mare și malarie. Acestea includ, de asemenea, fenomene de mai mare amploare, precum violența de gen și îngrijirea maternală. Principalele cauze de deces la femeile refugiate sunt malnutriția, diareea, infecțiile respiratorii și complicațiile la naștere. Îngrijirile medicale pentru femeile refugiate sunt influențate de o varietate de factori, inclusiv de bunăstarea lor fizică, psihică și socială. Complicațiile de sănătate și preocupările pentru femeile refugiate sunt fundamentale atât în timpul petrecut în tabere sau adăposturi tranzitorii, cât și odată ce acestea se mută în țările de azil sau de relocare. Factorii externi care contribuie la o mai mare îngrijorare privind sănătatea femeilor refugiate sunt, printre altele,inegalitatea de gen consolidată cultural, mobilitatea limitată, lipsa accesului la instituțiile de asistență medicală, densitatea mare a populației în taberele de refugiați și nivelurile scăzute de educație.

### Sănătatea reproducerii
Organizațiile internaționale de ajutor umanitar, precum Organizația Națiunilor Unite, sunt de acord că îngrijirea adecvată a reproducerii trebuie să fie „sigură, eficientă...[și] accesibilă.” Potrivit Națiunilor Unite, în timp ce valorile universale în ceea ce privește drepturile omului susțin că serviciile de îngrijire a sănătății reproductive sunt disponibile pentru toate femeile, serviciile care se conformează standardelor adecvate și care respectă în același timp diferențele culturale sunt rareori furnizate femeilor refugiate. Datorită lipsei unei îngrijiri satisfăcătoare a sănătății reproductive în taberele de refugiați, complicațiile legate de sarcină și naștere s-au numărat printre cauzele principale atât de deces, cât și de îmbolnăvire în rândul femeilor refugiate care trăiau în tabere de tranziție în 2010.
Femeile refugiate care au părăsit taberele de ajutor umanitar și s-au mutat definitiv în țări de azil și de relocare se confruntă, de asemenea, cu provocări în domeniul sănătății reproductive. Un studiu publicat în 2004 de Journal of Midwifery and Women's Health a constatat că femeile refugiate care trăiesc în națiunile bogate se confruntă cu dificultăți privind accesul la îngrijirea reproductivă adecvată din cauza stereotipurilor, a barierelor lingvistice și a lipsei de respect și înțelegere culturală.

### Sănătate mintală
Femeile refugiate se confruntă adesea cu o serie de complicații de sănătate mintală în țările lor de origine, în taberele de refugiați și în țările de transfer sau de azil. În țările lor natale, femeile care au fugit se poate să fi fost abuzate psihosocial sau fizic din mai multe motive, inclusiv genocid; o faptă care face de rușine familia, comunitatea sau tradiția; sau pentru că sunt considerate „periculoase din punct de vedere politic.” Aceste forme de abuz duc adesea la exil sau la evadare și au tendința de a provoca suferință și vătămare dăunătoare sănătății mintale și bunăstării femeilor refugiate. În taberele de refugiați, sănătatea mintală a femeilor refugiate este, de asemenea, afectată de incidența discriminării bazate pe gen, de violența sexuală și domestică, munca forțată și responsabilitățile apăsătoare. În plus, multe femei refugiate suferă de depresie postpartum și depresie perinatală severă, ceea ce le poate afecta viața de zi cu zi și chiar și familiile. În țările de azil și relocare, complicațiile de sănătate mintală prevalează și din cauza barierelor lingvistice și culturale, a stresului post-traumatic cauzat de fuga de persecuție în țările lor de origine, a accesului îngreunat la tratamente și terapie pentru sănătate mintală și a unei probabilități crescute de a se confrunta cu abuz în comparație cu cetățenii țării respective.
Ca urmare a persecuției și părăsirii țărilor de origine, femeile refugiate și solicitante de azil dezvoltă tulburare de stres posttraumatic (TSPT). Mulți cercetători subclasifică structura traumei în agresiune sexuală, abuz fizic, martori la violență, violență de la partener, traumă interpersonală, traumă din copilărie și traumă complexă. De asemenea, studiile de cercetare definesc tulburarea de stres posttraumatic, potrivit reglementărilor trasate de Asociația Americană de Psihiatrie. Unele simptome ale TSPT includ experiențe intruzive și recurente, cum ar fi coșmaruri sau flashback-uri, trăirea intensă a sentimentelor asociate cu evenimentul, sentimente de detașare, evitarea stimulilor asociați cu evenimentul traumatic, agitație crescută, modificări negative ale dispoziției și reacții exagerate de teamă. Dacă simptomele sunt lăsate netratate, mulți supraviețuitori pot experimenta depresie, anxietate, probleme de concentrare, dificultăți de somn, comportament iritabil, accese de furie și dificultăți în a construi relații sănătoase și semnificative.
Fuga din țara de origine poate cauza daune psihologice în relațiile conjugale și familiale. În unele cazuri, implicarea femeilor în viața de familie și în comunitate a fost afectată negativ, lăsându-le deosebit de vulnerabile la efectele traumei din cauza impactului asupra modului în care este perceput rolul femeii în diferite țări. Femeile au obișnuința de a-i îngriji pe ceilalți și de a menține legăturile de familie. Această dinamică contribuie în cele din urmă la atașamentul și subordonarea față de ceilalți. Atașamentul față de ceilalți reprezintă o manifestare de dinamică socială care este afectată atunci când cineva experimentează TSPT. Aceste efecte pot fi deosebit de dăunătoare pentru femeile care încearcă să prospere prin crearea și menținerea conexiunilor cu ceilalți din punct de vedere biologic. Din păcate, femeile refugiate și solicitante de azil se confruntă cu strămutarea familiei, care exacerbează simptomele TSPT.
Serviciile de sănătate mintală ar aduce beneficii refugiaților și solicitanților de azil, deoarece simptomele TSPT s-ar putea agrava dacă nu sunt tratate corespunzător. Un studiu efectuat pe femei refugiate și solicitante de azil a examinat efectele unui program de terapie de grup, conceput pentru a atenua stresul posttraumatic pentru femeile refugiate din Bhutan relocate recent în Statele Unite. Participanții au fost repartizați în mai multe grupuri pentru a determina eficacitatea programului. Femeile au fost împărțite în trei grupuri: două grupuri de intervenție, iar celălalt a servit drept grup de control. Rezultatele evaluărilor, pre, post și ulterioare, arată că participanții din ambele grupuri de intervenție au experimentat semnificativ mai puține simptome de anxietate, depresie, somatizare și TSPT la posttest. În mod interesant, îmbunătățirea sănătății mintale în rândul acestor participanți a continuat și în perioada de urmărire de 3 luni. La polul opus, participanții de control care nu au primit același tip de tratament au arătat că simptomele lor de sănătate mintală s-au agravat în timp. Foarte important, aceste rezultate sugerează că un program de sănătate mintală bazat pe grup, conceput pentru a aborda stresul posttraumatic, poate avea rezultate pozitive asupra sănătății mintale a refugiaților recent relocați. În plus, aceste rezultate oferă dovezi substanțiale că, fără intervenție, refugiații recent relocați ar putea experimenta deprecieri ale sănătății mintale în timp ce se reinstalează în țara gazdă. Sunt necesare mai multe cercetări privind eficacitatea programului pentru a oferi sprijinul adecvat femeilor refugiate și solicitante de azil.

### Nutriție
Malnutriția femeilor refugiate se manifestă printr-o varietate de moduri atât în taberele de refugiați, cât și în țările de azil și relocare. Problemele legate de siguranța alimentară, neînțelegerile economice și politice și discriminarea în taberele de refugiați contribuie la alimentația deficitară și sănătatea precară a multor femei refugiate. Într-un studiu privind ajutorul alimentar acordat în taberele de refugiați din Rwanda, experții au descoperit că lipsa de atenție și înțelegere a agențiilor internaționale de ajutor față de funcționarea politică, economică și culturală a țărilor aflate în criză poate duce la un ajutor alimentar inadecvat, care la rândul său poate provoca probleme de malnutriție pentru refugiați. De asemenea, studiile au arătat că, în ciuda faptului că nu există nicio distincție legală între refugiații bărbați și femei, comunitățile internaționale de refugiați și chiar organizațiile de ajutor tind să susțină discriminarea bazată pe gen. Acest lucru se traduce printr-o malnutriție disproporționată pentru femeile refugiate, prin lipsa de prioritate în distribuția alimentelor, precum și a asistenței medicale pentru problemele legate de nutriție și lipsa îngrijirii nutriționale adecvate în perioada maternității.

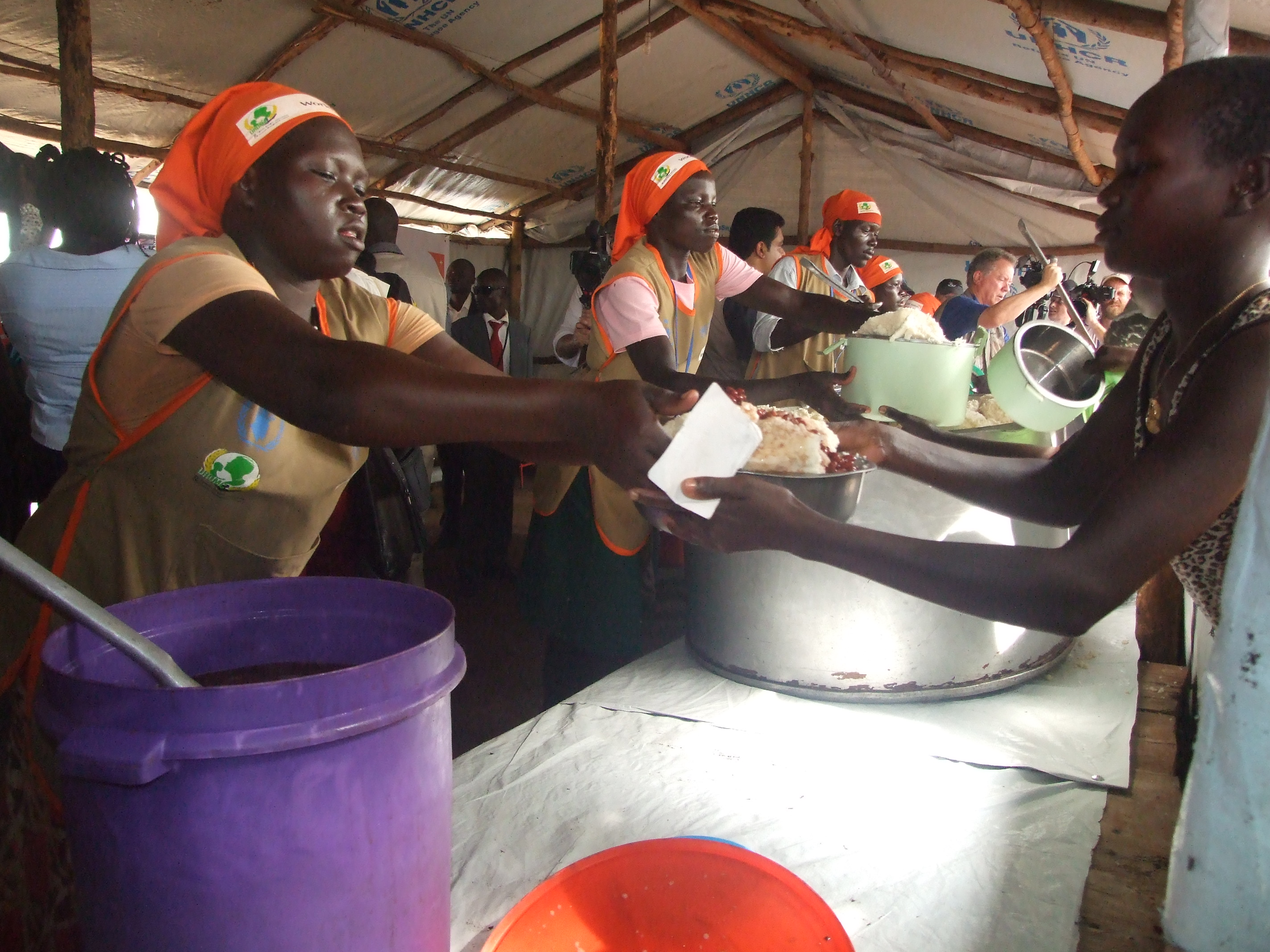
Refugiaților din Sudanul de Sud li se servește mâncare. Mulți dintre ei se plâng de foamete din cauza raționalizării alimentelor de către Programul Alimentar Mondial

Problemele de malnutriție persistă în țările de azil și relocare pentru femeile refugiate, prin mecanisme de insecuritate alimentară și lipsa unui program de educație nutrițională. În urma unui studiu realizat în 2013 pe femeile refugiate somaleze s-a constatat că ratele consumului de carne și ouă au fost semnificativ mai mari la femeile refugiate decât la populațiile comparabile de femei naționale din țara gazdă, în timp ce ratele consumului de fructe și legume au fost semnificativ mai scăzute. Un studiu conex asupra femeilor refugiate cambodgiene a constatat că principalele cauze pentru aportul alimentar slab au fost trăirea în zonele cu venituri mici, nesiguranța alimentară, lipsa mijloacelor economice pentru a cumpăra alimente nutritive și lipsa educației despre o alimentație corectă în noua lor țară de reședință.

## Muncă
Femeile refugiate sunt adesea supuse muncii forțate în taberele de refugiați prin consolidarea rolurilor și stereotipurilor tradiționale de gen. Femeile din taberele de refugiați sunt de multe ori sursele principale de muncă fizică pentru colectarea și filtrarea apei, precum și pentru micile activități de grădinărit și agricultură și pentru prepararea alimentelor. În ciuda rolului lor important în aceste domenii, femeile sunt excluse de la conducerea comitetelor și partidelor de planificare din taberele de refugiați și li se atribuie roluri strict laborioase. Între timp, bărbații refugiați sunt văzuți frecvent în poziții de influență și putere în tabără, precum și printre agențiile internaționale de ajutor.
Femeile refugiate din taberele de tranziție sunt, de asemenea, frecvent supuse muncii forțate, cuprinzând atât prostituția forțată, cât și munca fizică forțată. Pe lângă încălcarea drepturilor legale ale refugiaților, munca forțată cu care se confruntă femeile în taberele de refugiați s-a dovedit a fi dăunătoare bunăstării lor fizice, psihice și sociale. Adesea, femeile sunt supuse muncii forțate pornind de la stereotipuri precum apartenența rasială ori poziția inferioară ocupată în societate.

## Educație
În 2020, rata de înscriere a tuturor fetelor refugiate de vârstă școlară primară a fost de doar 67% și de doar 31% pentru fetele de vârstă gimnazială. Unele dintre barierele majore cu care se confruntă fetele în zone precum Siria și Liban sunt: un risc ridicat de SGBV (violență sexuală și de gen), insecuritatea financiară, discriminarea în curriculum și în pozițiile profesionale și costurile de oportunitate ale evitării responsabilităților domestice. Cercetările practice privind educația fetelor și femeilor sunt limitate, dar există multă literatură care identifică de ce este deosebit de importantă accentuarea educației pentru acestea. Investițiile în educație contribuie la creșterea economică și a forței de muncă, scad rata căsătoriilor între minori și rata violenței domestice, conferă femeilor putere și libertate de acțiune.

## Violența sexuală și de gen
Potrivit Națiunilor Unite, violența bazată pe gen în contextul atacului împotriva femeilor refugiate constă în „orice act de violență care are ca rezultat (...) vătămare sau suferință fizică, sexuală ori psihică pentru femei, inclusiv amenințări (...) constrângere sau privare arbitrară de libertate.” Atacul asupra femeilor refugiate este atât sexual, cât și non-sexual, deși preponderente sunt cazurile de violență sexuală.
Potrivit unui studiu realizat în 2000, femeile sunt deosebit de vulnerabile în cazuri de viol și alte forme de agresiune sexuală în timp de război și „dezintegrarea structurilor sociale” din mai multe motive. Aceste motive includ tulburările sociale, amestecul de culturi și valori diverse, dinamica predominantă a puterii și vulnerabilitatea femeilor care caută refugiu. Violența și agresiunea sexuală împotriva femeilor refugiate se manifestă inclusiv prin prostituția forțată sau sexul forțat de către lucrători/voluntari ai agențiilor internaționale de ajutor, de către alți membri ai taberei de refugiați ori ai comunității locale, violul comis de oricare dintre categoriile menționate, practicarea sexului pentru a obține servicii sau bunuri materiale ori cu scopul de a dezonora o femeie, pe soțul sau pe tatăl ei. Violența sexuală este considerată un subiect tabu în multe culturi și, prin urmare, de multe ori violența bazată pe gen nu este raportată. Chiar dacă femeile au încercat să raporteze actele de violență, deseori nu au cui să se adreseze în tabăra de refugiați.
Femeile refugiate și solicitante de azil se confruntă nu numai cu violență fizică, ci și cu abuz emoțional. Abuzul emoțional este descris ca orice conduită intenționată care afectează grav integritatea psihologică a altei persoane prin constrângere sau amenințări. Exemple de abuz emoțional includ îndepărtarea de ceilalți, izolare, control financiar, agresiune verbală, respingere, amenințări, intimidare, negarea abuzului victimei și folosirea vinovăției sau rușinii ca formă de control. Un studiu realizat pe femeile care supraviețuiesc traumei, axat pe sănătatea mintală în rândul solicitanților de azil, a constatat că, dintre toate tipurile de violență sexuală și bazată pe gen (SGBV), 62% din eșantion au suferit o formă de abuz emoțional.
Abuzul emoțional este adesea trecut cu vederea, deoarece nu există indicatori fizici. Într-un studiu axat pe asocierea dintre abuzul emoțional și conștientizare, cercetătorii au descoperit că supraviețuitorii dezvoltă adesea strategii cognitive pentru a face față mediului lor. Totodată, supraviețuitorii abuzului emoțional pot dezvolta obiceiuri de negare și disociere pentru a opri conștientizarea gândurilor supărătoare și, în cele din urmă, pentru a se proteja. Ca urmare, supraviețuitorii păstrează realitatea situației lor din conștiință și pot să nu interpreteze circumstanțele lor ca abuz emoțional și să nu perceapă ceea ce li se întâmplă ca fiind abuz emoțional. Practic, neagă involuntar realitatea și pentru a face față își construiesc propria realitate salvatoare.
În contrast, unii supraviețuitori experimentează multe efecte psihologice, care descriu complexitatea abuzului emoțional. Întregul demers de a obține azil a determinat multe femei să se confrunte cu umilință, izolare și suferință emoțională. Consecințele stresului emoțional-psihologic au fost detectate la două treimi dintre participanți. Respondenții au descris că sunt „depresivi”, „o epavă psihologică”, „descurajați” sau „foarte nesiguri”. În plus, supraviețuitorii au devenit introvertiți și nu au mai avut încredere în alte persoane. Alții s-au confruntat cu anxietate, rușine, vinovăție, frustrare, furie și ură. Un respondent a raportat: „Este mai bine să lovești decât să vorbești. Ceea ce a spus m-a durut mai mult decât să fiu pălmuit. Uneori, să fii lovit este mai ușor de făcut față decât torturii psihologice”. Acest citat trist pune în lumină cât de dureroasă este realitatea celor care suferă de abuz fizic și emoțional.
Unii factori de risc asociați cu refugiații și solicitanții de azil sunt identificați ca factori comportamentali și interpersonali. Factorii de risc comportamentali includ consumul de droguri și alcool, atitudinile verbale și non-verbale, a fi singur pe străzi noaptea, lipsa abilităților de autoapărare și incapacitatea de a comunica în  limba țării gazdă. Aceste tipuri de factori de risc comportamentali au făcut ca femeile să nu aibă „încredere în sine”, „să se simtă bolnave mintal” și că „nu au mult creier”. Un sfert dintre respondenți au considerat că simplul fapt de a fi femeie reprezintă un factor de risc, ceea ce determină experiențe vulnerabile. Respondenții au spus că factorii de risc intrapersonali sunt „exemplele proaste ca prieteni și părinți” și că „nu au la cine să apeleze”. Fără îndoială, o combinație a acestor factori de risc face ca multe femei să se simtă lipsite de valoare și fără speranță.
În plus, rezultatele abuzului emoțional pot afecta indivizii în ceea ce privește interacțiunile lor sociale și îi pot priva de viitoare oportunități de dezvoltare personală, socială și economică. Adesea, când femeile solicitante de azil și refugiate cer ajutor, ele riscă să fie separate de copiii lor, să fie dezonorate și stigmatizate în comunitatea lor sau să aducă rușinea asupra familiilor lor. Solicitând ajutor, ele s-ar putea expune multor riscuri pentru existența lor. Această dinamică face extrem de dificil pentru supraviețuitorii SGBV să caute sprijin. 
O estimare întocmită în 2015 de către UNCHR (Înaltul Comisariat al Națiunilor Unite pentru Refugiați) cu privire la „criza” refugiaților în Europa a afirmat că aproximativ 20% dintre refugiații care au intrat în UE au fost femei. Femeile vulnerabile din cauza statutului lor de refugiate au raportat cazuri de violență sexuală și bazată pe gen din partea personalului de frontieră însărcinat cu supravegherea sănătății și siguranței lor. Drept urmare, instituțiile însărcinate cu abordarea SGBV, cum ar fi Sistemul European Comun de Azil (SECA), au integrat în mod oficial formarea și pregătirea corespunzătoare a personalului pentru a se conforma standardelor internaționale și ale UE. Acestea includ Convenția privind statutul refugiaților din 1951, Convenția pentru eliminarea tuturor formelor de discriminare împotriva femeilor și Rezoluția 1325 a Consiliului de Securitate al Națiunilor Unite.
Cu toate acestea, cercetările pe această temă efectuate în 2016 de Jane Freedman în rândul actorilor cheie precum refugiații, Frontex (autoritățile de frontieră europeană și paza de coastă), UNCHR și organizațiile pentru drepturile omului au evidențiat că integrarea formării anti-violență specifică genului a dat slabe rezultate. În consecință, refugiații care intrau în UE și-au exprimat îngrijorarea cu privire la inaccesibilitatea la adăposturile și serviciile de bază în tabere cu densități mari de populație, ca o barieră fundamentală în asigurarea siguranței împotriva SGBV. Pe lângă acestea, femeile refugiate se confruntă și cu o expunere crescută la violență în timpul călătoriei lor. Acest lucru survine cel mai adesea din partea celor care le facilitează călătoria, pe care Freedman îi numește „contrabandiști”. Natura juridică a acestor incidente de violență face ca raportarea să fie dificilă și inaccesibilă. În plus, schimbarea frecventă a rutelor de azil din cauza restricțiilor la frontieră în UE agravează expunerea femeilor refugiate la violență prin creșterea duratei rutei lor.

## Accesul la justiție
Este important de menționat că incriminarea violului și a infracțiunilor sexuale variază în funcție de specificul fiecărei țări; prin urmare, accesul la justiție poate varia. Cel mai des întâlnite probleme în calea justiției sunt:

### Subraportarea violenței sexuale împotriva femeilor refugiate
Este posibil ca mulți angajați și oficiali refugiați să nege existența acestor probleme, deoarece ele nu sunt niciodată raportate. Femeile refugiate ar putea fi considerate apoi responsabile pentru actele de violență la care au fost supuse. Misoginismul este un element omniprezent în aceste situații deoarece poate fi considerat rușinos să raportezi o agresiune sexuală, atât în propria cultură, cât și în comunitățile lor. În plus, nu există nicio disponibilitate lingvistică pentru a raporta violența, ceea ce le împiedică pe femeile refugiate să-și comunice experiența.

### Probleme de legalitate a statului
Uneori, femeile refugiate nu dețin documente legale care să ateste că se află legal într-o țară. În unele familii ale femeilor refugiate, bărbații, care sunt onsiderați „capul gospodăriei”, dețin documentele lor legale, făcându-le astfel inaccesibile pentru ele. Fără aceste documente, multe femei refugiate nu au acces la servicii și resurse juridice în calitate de persoane juridice în țara lor. În plus, femeile refugiate nu pot avea acces la consiliere juridică sau nu pot solicita un sprijin legal în și în afara zonelor lor desemnate, fără implicarea altor organizații neguvernamentale, a Consiliului Națiunilor Unite pentru Drepturile Omului sau a altor servicii de drept intern care le sunt disponibile. Există, de asemenea, o lipsă de încredere în guvernul țării lor de origine și, prin urmare, multe femei refugiate nu se simt în siguranță când mărturisesc această problemă.

### Convențiile ONU
Declarația Națiunilor Unite privind drepturile omului și Legea nr. 39 (XXXVI) din 1985 privind protecția internațională și femeile refugiate sunt reglementări internaționale care protejează femeile refugiate, copiii și drepturile lor. Totuși, deoarece aceste legi sunt legiferate la nivel internațional, ele limitează sfera de a trage la răspundere făptuitorul/făptuitorii datorită puterii centralizate a sistemelor naționale de justiție, în care capacitatea de a avea acces la justiție și de a ratifica legislația internațională revine exclusiv statului.

## Asistența umanitară
Numeroase organizații neguvernamentale (ONG-uri) și organizații interguvernamentale militează pentru drepturile femeilor și copiilor refugiați.
În 1989, primele eforturi în direcția ajutorului specific de gen pentru refugiați au fost publicate în manualele Înaltului Comisariat al Națiunilor Unite pentru Refugiați. Primele inițiative de integrare a dimensiunii de gen în ajutorul acordat refugiaților au fost dezvoltate ca răspuns la crizele refugiaților din Guatemala, Bosnia-Herțegovina și Rwanda. De atunci, conceptul de integrare a perspectivei de gen a fost prevalent într-o serie de inițiative de ajutorare a refugiaților, însă experții consideră că există decalaje între politicile pe care le conturează ei și realitatea propriu-zisă a femeilor refugiate.
Studiile realizate de Doreen Indra au constatat că, deși există multe instituții care oferă ajutor umanitar femeilor refugiate, este posibil ca aceste demersuri să nu-și atingă întregul potențial tocmai din cauza lipsei de contribuție a refugiaților în conceperea acestor politici menite să le ofere asistență. Atunci când femeile refugiate sunt excluse din procesul de dezvoltare a asistenței umanitare, aceste programe rămân de multe ori înrădăcinate în ipoteze tradiționale de gen, consolidând astfel rolurile tradiționale de gen, uneori dăunătoare, în taberele de refugiați.
O analiză realizată de Linda Cipriano a arătat că o altă barieră în punerea în aplicare a unui ajutor eficient pentru femeile refugiate este că femeilor li se refuză în mod disproporționat statutul de refugiat, care, la rândul său, acționează ca o barieră în a primi asistența de care au nevoie. Așa cum este menționat de Națiunile Unite, un refugiat este o persoană cu „temeri justificate de a fi persecutată datorită rasei, religiei, naționalității, apartenenței la un anumit grup social sau opiniilor sale politice”. În conformitate cu această definiție, persecuțiile pe bază de sex și violența sexuală nu sunt protejate. Multe țări respectă acest limbaj strict și refuză femeilor accesul la drepturile refugiaților declarați din aceste motive.
Comitetul Internațional pentru Salvare îndeplinește rolul de avocat pentru femei în fața guvernelor străine cu scopul de a adopta legi privind sănătatea și bunăstarea femeilor refugiate. De asemenea, educă bărbații și băieții pentru a schimba cultura împământenită a violenței față de femei.